# راوتیسپیتس
راوتیسپیتس (به لاتین: Rautispitz) یک کوه در سوئیس است که در کانتون گلاروس واقع شده‌است. راوتیسپیتس ۲٬۲۸۳ متر بالاتر از سطح دریا واقع شده‌است.